# Victor Ciorbea
Victor Ciorbea  (* 26. října 1954) je rumunský politik. V letech 1996-1998 byl premiérem Rumunska, 1996-1997 primátorem Bukurešti. Od roku 1989 je členem Národní zemědělské křesťanskodemokratické strany (Partidul Național Țărănesc Creștin Democrat). Byl též aktivní ve školských odborech.